# 이완규
이완규(李完揆, 1961년 ~ )은 대한민국의 제35대 법제처장을 맡고 있는 공무원역임했다.
인천광역시 출신이며, 서울대학교 법과대학을 졸업하고 사법고시에 합격하여 사법연수원을 수료하였다. 사법연수원 시절 윤석열 대통령과 인연을 맺었다. 이후 검사로 활동하며, 서울북부지검 차장검사, 인천지검 부천지청장을 지냈다. 문재인 정부 당시 윤석열 당시 검찰총장의 징계에 윤석열 총장의 장모인 최은순의 변호를 맡았다. 윤석열 정부 출범 이후 법제처장에 임명되었다. 2024년 대한민국 비상계엄 이후 12월 4일에 한남동 공관에서 김주현 민정수석, 이상민 행안부장관, 박성재 법무부장관과 회동을 가졌다. 헌법재판소에서 헌법재판소가 대통령을 파면하면서 궐위된 이후인 2025년 4월 8일 한덕수 국무총리 겸 대통령 권한대행에 의해 헌법재판관에 지명되었으나 김정환 변호사가 청구한 헌법소원 심판 사건에 대한 가처분 신청이 인용되어 임명되지 못했다.

## 학력
- 송도고등학교 졸업
- 1986년 서울대학교 법과대학 학사[3]
- 1988년 서울대학교 법과대학 대학원 법학 석사[4]
- 2005년 서울대학교 법과대학 대학원 법학 박사[5]

## 경력
- 1990년 10월: 제32회 사법시험 합격
- 1994년 2월: 제23기 사법연수원 수료
- 1994년 2월: 서울지방검찰청 검사
- 1996년 2월: 부산지방검찰청 울산지청 검사
- 1997년 8월: 전주지방검찰청 검사
- 1999년 8월: 서울지방검찰청 서부지청 검사
- 2003년 2월: 대검찰청 검찰연구관
- 2005년 2월: 서울대학교 대학원 졸업, 법학 박사
- 2005년 8월: 광주지방검찰청 검사
- 2006년 2월: 광주지방검찰청 부부장검사
- 2007년 2월: 서울고등검찰청 검사
- 2008년 3월: 서울중앙지방검찰청 부부장검사
- 2010년 2월: 제44대 청주지방검찰청 제천지청장
- 2010년 8월: 대검찰청 형사부 형사1과장
- 2011년 8월: 서울남부지방검찰청 형사4부장
- 2012년 7월: 법무연수원 교수[6]
- 2013년 4월: 제52대 대전지방검찰청 서산지청장
- 2014년 1월: 청주지방검찰청 차장검사
- 2015년 2월: 서울북부지검 차장검사[7]
- 2016년 1월: 인천지검 부천지청장[8]
- 2017년 9월:  법무법인(유) 동인 구성원변호사[9][10]
- 2022년: 대통령직인수위원회 정무사법행정분과 자문위원[11]
- 2022년 5월 12일 ~ 2025년 7월 4일 : 제35대 법제처장